# Erik Laxmann
Erik Gustavovich Laxmann (in russo Эрик (Кирилл) Густавович Лаксман?; Savonlinna, 27 luglio 1737 – 6 gennaio 1796) chierico, esploratore e naturalista svedese di Finlandia nato a Savonlinna in Finlandia, allora parte della Svezia.
È diventato famoso per la sua opera tassonomica sulla fauna siberiana e per i tentativi di stabilire relazioni tra l'impero russo e il Giappone Tokugawa.

## Istruzione
Nel 1757 Laxmann iniziò gli studi presso la Accademia reale di Åbo per poi venire ordinato sacerdote a San Pietroburgo, capitale della Russia. Nel 1764 fu nominato parroco della piccola parrocchia di Barnaul in Siberia centrale, dove intraprese numerosi viaggi di esplorazione raggiungendo Irkutsk, il lago Bajkal, Kjachta ed il confine con la Cina. La sua raccolta di materiale della fauna siberiana lo rese famoso nei circoli scientifici e nel 1770 fu nominato professore di chimica ed economia presso l'Accademia russa delle scienze. Nel 1769 Laxmann divenne membro straniero dell'Accademia reale svedese delle scienze.

## Irkutsk
Nel 1780 Laxmann si trasferì ad Irkutsk, dove passò buona parte del resto della sua vita. Nel 1782 Laxmann fondò un museo ad Irkutsk, il più antico della Siberia.
Laxmann gestì anche una vetreria in un sobborgo di Irkutsk, a circa 6 versta (24 km) dal centro della città con il famoso mercante Aleksandr Andreevič Baranov. La ditta era un quadrato di 36 metri circa di lato (20 ken). I prodotti non venivano venduti solo internamente, ma anche nella Cina nordorientale.
Nonostante avesse molti legami con gente influente del posto, Laxmann sviluppò un antagonismo con Grigorij Ivanovič Šelichov, navigatore e mercante. Laxmann fece notare che Šelichov, assieme all'ufficio del governatore generale di Irkutsk, aveva cercato di costringere Daikokuya Kōdayū, naufrago giapponese, a restare in Russia per fare da traduttore per il mercante. Il fatto che Šelichov avesse legami con alcuni burocrati russi rese la situazione più complessa. Dopo che Laxmann si trasferì a San Pietroburgo per conto di Kōdayū, iniziò a mandare lettere al Gran Cancelliere Alexander Bezborodko (nonostante la carica di quest'ultimo richiedesse l'uso di intermediari).

## Giappone

### Carl Peter Thunberg
Laxmann conosceva vagamente il Giappone già prima di incontrare i naufraghi giapponesi, avendo letto i libri scritti da Carl Peter Thunberg, col quale Laxmann era in contatto.

### Daikokuya Kodayu
Nel 1789, mentre effettuava ricerche a Irkutsk, Laxmann incontrò sei giapponesi che erano stati trovati su Amchitka, una delle isole Aleutine, da cacciatori di pelli russi il cui capo si chiamava Nivizimov. Laxmann accompagnò i naufraghi a San Pietroburgo dove Daikokuya Kōdayū, il loro capo, chiese all'imperatrice Caterina II di Russia di poter fare ritorno in Giappone. Durante la permanenza nella capitale, Laxmann iniziò a discutere su vari argomenti con Alexander Bezborodko, ma si ammalò di febbre tifoide e rimase incosciente per tre mesi.
Laxmann riprese coscienza all'inizio di maggio quando Caterina si era appena trasferita a Carskoe Selo per l'estate. Laxmann inviò Kodayu a Carskoe Selo, e questi riuscì ad incontrarsi molte volte con l'imperatrice nel corso di sei mesi, grazie agli sforzi di Laxmann per oliare la burocrazia russa, soprattutto con Alexander Bezborodko e con il cancelliere Alexander Vorontsov. Ad ogni udienza a Tsarskoye Selo, Laxmann accompagnava Kodayu per assisterlo nell'etichetta richiesta.
Nel 1791 Caterina accettò un piano redatto da Laxman, col quale il figlio di Laxmann, il tenente Adam Laxman, avrebbe guidato un viaggio in Giappone dove avrebbe scambiato i naufraghi con concessioni ed accordi economici. Grigorij Ivanovič Šelichov propose invece di concedere la cittadinanza russa ai naufraghi giapponesi, in modo da poterli utilizzare come insegnanti di giapponese e traduttori, ma Caterina scelse il piano di Laxmann e Bezborodko. Laxmann rimase in Russia mentre il figlio portò i naufraghi in Giappone.

### Lettere agli studiosi giapponesi
Laxmann scrisse lettere a due studiosi giapponesi, Nakagawa Junan e Katsuragawa Hoshū, su consiglio di Carl Peter Thunberg, loro insegnante. Non ci sono prove che queste lettere siano mai giunte a destinazione, anche se Adam Laxmann consegnò le lettere a Ishikawa Tadafusa, membro dello Shogunato Tokugawa, a Matsumae, Hokkaidō. Erik Laxmann aveva mostrato a Kodayu le lettere prima della partenza da Ochotsk.
Katsuragawa Hoshu tenne una lunga relazione epistolare con Kodayu dopo il trasferimento di questi a Edo, tanto che Hoshu scrisse alcuni libri sulla Russia e sull'esperienza di Kodayu. Si può immaginare che Hoshu sapesse della lettera speditagli da Laxmann.

## Vita privata
Laxmann aveva una moglie, Yekaterina Ivanovna, cinque figli, Gustav, Adam, uno morto giovane, Afernaci e Martin ed una figlia, Mariya. Visse anche col fratello minore, la moglie e le loro due figlie, Anna ed Elizabeta. Laxmann aveva un altro fratello minore che visse a San Pietroburgo.